# Ruo (rzeka)
Ruo (ang. Ruo River) – rzeka w Malawi i Mozambiku, o powierzchni zlewni 4 900 km², gdzie 3500 km² należy do terytorium Malawi.
Jest największym dopływem rzeki Shire w południowym Malawi i Mozambiku. Zlewnia rzeki Ruo obejmuje południowe stoki masywu Mulanje i wyżyny Shire w Malawi. Jej głównym dopływem jest rzeka Thuchila (lub Tuchila), która odprowadza wodę z południowo-zachodnich zboczy Mulanje oraz południowo-wschodnich zboczy Shire i położonej między nimi równiny Thuchila. Zbieg Ruo i Thuchila znajduje się w pobliżu Sandamy. Ruo i jej lewobrzeżne dopływy odprowadzają również wodę z części dystryktu Milange w sąsiednim Mozambiku.